# Stazione di Masi di Cavalese
La stazione di Masi di Cavalese è stata una fermata ferroviaria posta lungo la ex linea ferroviaria a scartamento ridotto Ora-Predazzo chiusa il 10 gennaio 1963, a servizio del comune di Masi di Cavalese.

## Strutture e impianti
La fermata era composta da una pensilina in pietra e dal binario di circolazione. A novembre 2015 non ne rimane traccia, la pensilina in pietra è stata completamente demolita mentre il binario è stato smantellato. La fermata era situata subito dopo il ponte metallico sul fiume Avisio.